# کیتانو تنمانگو
کیتانو تنمانگو (به ژاپنی: 北野天満宮 Kitano Tenmangū) یک معبد شینتویی در کامیگیو، کیوتو، ژاپن است.